# Maison à l'italienne

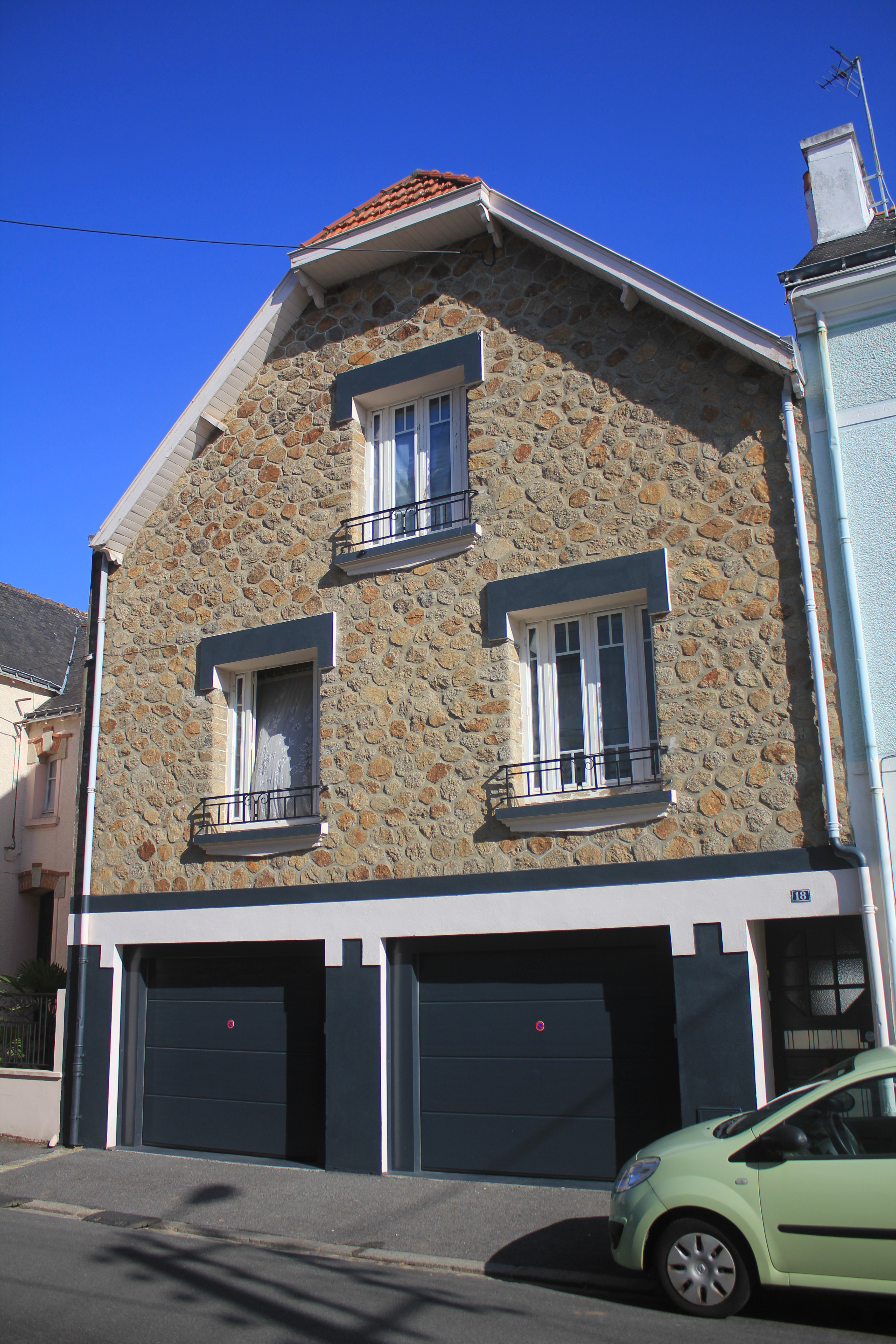
Maison à l'italienne dans la rue Aviateur-Le-Brix, à Lorient.

Les maisons à l'italienne sont dans la région de Lorient des habitations individuelles et parfois collectives construites dans l'entre-deux guerres. Empruntant des éléments de l'Art déco, elles sont construites en nombre grâce à l'essor économique de la ville à cette époque. Les éléments distinctifs se concentrent sur les façades.

## Contexte d'apparition
La ville de Lorient connait la construction de grands équipements lors des années 1920 qui permet un essor économique rapide de sa région. Le port de pêche de Keroman est érigé de 1919 à 1927 et se hisse rapidement parmi les plus importants port de pêche français. Le Port de commerce de Kergroise voit lui la construction d'un nouveau quai qui dope son activité. La ville attire alors toute une population poussée par l'exode rural, et attirée par l'économie municipale.
Le département du Morbihan connait à partir des années 1920 une immigration italienne notable. Concentrée localement dans la région lorientaise, elle est composée majoritairement d'ouvriers du bâtiment de différentes spécialités (cimentiers, mosaïstes...). Fuyant pour une grande partie la montée du fascisme en Italie, plusieurs familles s'installent dans la région et y apportent leurs savoir-faire.
La construction de nouveaux logements est aussi favorisée par plusieurs biais. Les habitations à bon marché permettent à de nombreux ouvriers de se loger, et la loi Loucheur du 13 juillet 1928 aux foyers modestes d'acquérir des terrains pour y faire construire des logements individuels. Alors que la ville finit de détruire ses anciens remparts en 1934, de nombreux quartiers alors périphériques comme Keroman ou Le Rouho se développent et de nombreux lotissements s'y implantent. Les effets de la crise de 1929 va cependant mettre un coup d'arrêt aux constructions. 

## Caractéristiques
Les maisons construites selon ce style sont souvent des « maisons catalogues » : les plans de l'édifice sont choisis par l'acheteur dans un catalogue, et les constructeurs peuvent rajouter des éléments de façades en fonction des souhaits de l'acheteur, ce qui permet de personnaliser grandement le produit fini. L'enduit à la tyrolienne est souvent utilisé.
D'autres éléments comme la toiture en croupe sont distinctifs, tout comme le mouchetis sur les façades et les balustres Art-déco. Par ailleurs le rouge Pompéi est souvent utilisé, et des mosaïques ou des plaques de céramiques sont parfois associées, tout comme des oriels.
Ce style est aussi remarquable par l'utilisation de nouveaux matériaux à l'époque, comme le béton armé, les parpaings de mâchefer, ainsi que certains types d'enduits.

## Protection et conservation
De nombreuses maisons de ce type sont détruites par les bombardements qui ravagent l'essentiel de la ville pendant la Seconde Guerre mondiale. Celles qui ont survécu se concentrent dans les quartiers éloignés du centre-ville. Environ 250 de ces habitations sont identifiées comme « remarquables » par les services du patrimoine de la ville, essentiellement dans les quartiers du Rouho, de Merville, et de Kerjulaude. Une cinquantaine de maisons dans le quartier du Rouho sont ainsi inscrites, dont la plupart de la rue Madame-de-Sévigné. Ailleurs dans la région, certaines rues de Brest et de Douarnenez en possèdent.

## Sources